# Episinus aspus
Episinus aspus là một loài nhện trong họ Theridiidae.
Loài này thuộc chi Episinus. Episinus aspus được Herbert Walter Levi miêu tả năm 1964.